# Біг-Арм (Монтана)
Біг-Арм (англ. Big Arm) — переписна місцевість (CDP) в США, в окрузі Лейк штату Монтана. Населення — 218 осіб (2020).

## Географія
Біг-Арм розташований за координатами 47°47′37″ пн. ш. 114°16′12″ зх. д. / 47.79361° пн. ш. 114.27000° зх. д. (47.793609, -114.270030).  За даними Бюро перепису населення США в 2010 році переписна місцевість мала площу 14,03 км², уся площа — суходіл.

## Демографія
Згідно з переписом 2010 року, у переписній місцевості мешкало 177 осіб у 72 домогосподарствах у складі 48 родин. Густота населення становила 13 особи/км².  Було 167 помешкань (12/км²).
Расовий склад населення:
| - 55,4 % — білих - 42,4 % — корінних американців - 0,6 % — азіатів |

До двох чи більше рас належало 1,7 %. Частка іспаномовних становила 0,0 % від усіх жителів.
За віковим діапазоном населення розподілялося таким чином: 22,0 % — особи молодші 18 років, 58,8 % — особи у віці 18—64 років, 19,2 % — особи у віці 65 років та старші. Медіана віку мешканця становила 50,8 року. На 100 осіб жіночої статі у переписній місцевості припадало 105,8 чоловіків;  на 100 жінок у віці від 18 років та старших — 100,0 чоловіків також старших 18 років.
Середній дохід на одне домашнє господарство  становив 83 306 доларів США (медіана — 76 154), а середній дохід на одну сім'ю — 85 313 долари (медіана — 76 298). 
Цивільне працевлаштоване населення становило 94 особи. Основні галузі зайнятості: сільське господарство, лісництво, риболовля — 46,8 %, фінанси, страхування та нерухомість — 27,7 %, публічна адміністрація — 13,8 %, оптова торгівля — 11,7 %.